# Les Écrivains de marine
Cet article concerne une association. Pour le grade d'écrivain de Marine, voir Administration de la Marine royale française.

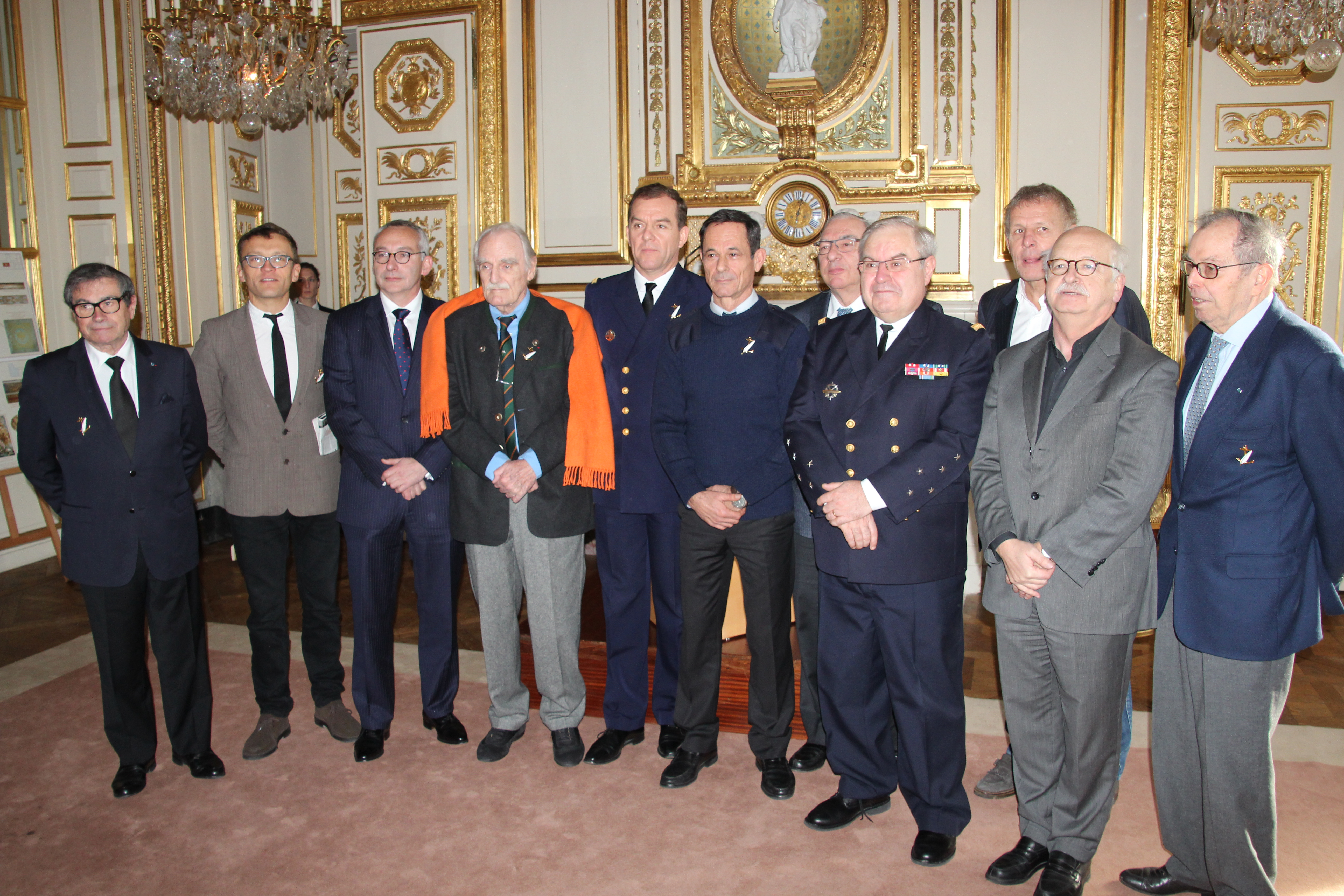
Photo de groupe lors de la réception de Patrice Franceschi comme Écrivain de marine le 10 février 2014 à l'hôtel de la Marine à Paris.

Les Écrivains de marine est une association française regroupant vingt écrivains ayant une connaissance et une pratique de la mer. Fondée en 2003 par Jean-François Deniau en partenariat étroit avec la Marine nationale, cette association, dans une convention signée avec le ministère français de la Défense, s'engage « collectivement à servir la Marine, favoriser la propagation et la préservation de la culture et de l'héritage de la mer, et plus généralement la promotion de la dimension maritime de la France ».
Les membres sont cooptés à l'unanimité avec l'agrément du chef d'état-major de la Marine. Bien que n'ayant qu'un statut associatif, différent du statut des peintres officiels de la Marine, les Écrivains de marine peuvent embarquer sur les navires de la Marine nationale et sont autorisés à porter l'uniforme. Ils sont capitaine de frégate de la réserve citoyenne, à titre honorifique.
Didier Decoin a été président des Écrivains de marine de 2007 à 2022. Depuis 2022, Patrice Franceschi est président des Écrivains de marine et Andrea Marcolongo vice-présidente.

## Membres actuels
- Patrice Franceschi, président
- Andrea Marcolongo, vice-présidente
- Isabelle Autissier
- François Bellec, contre-amiral, membre de l'Académie de marine
- Jean-Luc Coatalem
- Didier Decoin, président de l'Académie Goncourt
- Katell Faria
- Loïc Finaz, vice-amiral
- Olivier Frébourg
- Philibert Humm
- Titouan Lamazou
- Emmelene Landon
- Dominique Le Brun
- Erik Orsenna, membre de l'Académie française
- Yann Queffélec
- Anne Quéméré
- Jean Rolin
- Daniel Rondeau, membre de l'Académie française
- Jean-Christophe Rufin, membre de l'Académie française
- Sylvain Tesson
- Section internationale : Arturo Perez Reverte.

## Anciens membres
- Jean-François Deniau, membre de l'Académie française (1928-2007), président-fondateur
- Bertrand Poirot-Delpech, membre de l'Académie française (1929-2006)
- Bernard Giraudeau (1947-2010)
- Michel Mohrt, membre de l'Académie française (1914-2011)
- Pierre Schoendoerffer, membre de l'Institut de France (1928-2012)
- Simon Leys (1935-2014)
- Yves La Prairie, membre de l'Académie de marine (1923-2015)
- Michel Déon, membre de l'Académie française (1919-2016)
- Jean Raspail (1925-2020)
- Patrick Poivre d'Arvor
- Hervé Hamon
- Jean-Michel Barrault (1927-2024)